# Kvindennier
Kvindennier kallades inom den romersk-katolska kyrkan de påvestolen tillfallande inkomsterna av de andliga lägenheter, som var förenade med kloster, hospital eller andra fromma stiftelser. 
Dessa lägenheter kunde aldrig bli vakanta, men påven Paulus II kom 1469 på den tanken att utsträcka de redan under 1300-talet stadgade förordningarna om de s.k. annaterna till dessa andliga lägenheter, och han beräknade därvid, att en prelats ämbetstid i medeltal omfattade 15 år samt förordnade därför, att ovannämnda kyrkliga stiftelser skulle vart 15:e år (därav namnet kvindennier, av lat. quindeni, var femtonde) avlämna ett års inkomst till den påvliga stolen.